# Gare de La Roche-Posay
Pour les articles homonymes, voir Gare de La Roche (homonymie).
La gare de La Roche-Posay est une gare ferroviaire française de la ligne de Châtellerault à Launay, située sur le territoire de la commune de La Roche-Posay, dans le département de la Vienne, en région Nouvelle-Aquitaine.

## Situation ferroviaire
La gare de La Roche-Posay est située sur la ligne de Châtellerault à Launay, entre les gares de Pleumartin et de Yzeures-sur-Creuse.